# Carl Lehnkering
Carl Lehnkering (* 28. Januar 1851 in Ruhrort; † 16. August 1906 in Duisburg) war ein deutscher Binnenschifffahrtsunternehmer.

## Leben
Carl Lehnkering war ein Sohn des in Ruhrort ansässigen Schiffers Carl Wilhelm Lehnkering († 1873). Zusammen mit seinem Vater und dem Teilhaber Carl Scholl gründete er im August 1872 die Firma Lehnkering & Cie. als Kommissions-, Speditions- und Agenturgeschäft, das in den folgenden Jahren stetig erweitert wurde. Eine Abteilung für Reederei wurde aufgebaut und 1886 wurde das erste mit Getreideelevator versehene und maschinell gesteuerte Lagerhaus für Getreide im Duisburger Hafen errichtet. In den 1880er-Jahren wurden Filialen in Mannheim und Hagen, 1899 in Dortmund und Emden errichtet. Lehnkering war wesentlich an der Gründung der Westfälischen Transport-Actien-Gesellschaft (WTAG) 1897 beteiligt und wurde zum alleinigen Vorstandsmitglied bestellt. 1903 wurde er Aufsichtsratsmitglied der Gesellschaft.
Carl Lehnkering wurde im Jahr 1890 zum Mitglied der Handelskammer Duisburg gewählt. Er gehörte zudem der Rheinschiffahrtskommission an, war von 1902 bis 1905 stellvertretender Handelsrichter und ab 1901 Stadtverordneter von Duisburg. Er war auch Mitglied des Vereins Deutscher Ingenieure (VDI) und des VDI-Bezirksvereins an der niederen Ruhr. Er trug den Ehrentitel eines Kommerzienrats.